# Ov Hell
Gli Ov Hell sono un supergruppo musicale black metal norvegese formatosi nel 2009.

## Formazione
Membri effettivi
- Shagrath - voce
- King ov Hell - basso, cori

Collaboratori
- Teloch - chitarre
- Frost - batteria
- Ice Dale - chitarre

## Discografia
- 2010 - The Underworld Regime